# Eran Preis
 (octobre 2014).
Si vous disposez d'ouvrages ou d'articles de référence ou si vous connaissez des sites web de qualité traitant du thème abordé ici, merci de compléter l'article en donnant les références utiles à sa vérifiabilité et en les liant à la section « Notes et références ».
Eran Preis (en hébreu ערן פרייס) est un réalisateur, scénariste, dramaturge et producteur israélien et américain.
Il a notamment co-signé le scénario du film Au-delà des murs, nommé à l'Oscar du meilleur film en langue étrangère.

## Biographie
Eran Preis nait en Israël en 1947 puis grandit dans le moshav de Beit Herut.
Il est désormais naturalisé américain et vit à Philadelphie. Il est Professeur et directeur d'études à l'Université Temple, dans le département d'études filmiques. Il enseigne l'écriture de scénario et l'étude des films internationaux depuis 30 ans.

## Œuvres
Preis a travaillé pendant 15 ans comme scénariste auprès du réalisateur Uri Barbash, ainsi que comme dramaturge : cinq de ses pièces de théâtre ont été jouées à Tel-Aviv, et il a reçu le prix du Roi David, le plus prestigieux en Israël.
Il a également reçu le Prix du jeune réalisateur au Festival du Film juif de Philadelphie, pour son documentaire The Case of Jonathan Pollard.

### Filmographie
- 1979 : Sentenced For Life d'Uri Barbash (scénariste)
- 1981 : Seventh heaven, téléfilm d'Uri Barbash (scénariste)
- 1982 : Ot Kain d'Uri Barbash (scénariste)
- 1982 : Gabi Ben Yakar d'Uri Barbash (scénariste)
- 1984 :  Au-delà des murs d'Uri Barbash (scénariste)
- 1987 : Dreamers (Unsettled Land) d'Uri Barbash (scénariste)
- 2001 : The Case of Jonathan Pollard (réalisateur et scénariste)
- 2003 : Bet Herut-The End of the Beginning (réalisateur)
- 2004 : Viewfinder (réalisateur)
- 2007 : Patricia Baltimore (scénariste et réalisateur)
- 2012 : Le Retour de Jonathan (scénariste, réalisateur et acteur)